# Adesmia trifoliolata
Adesmia trifoliolata es una especie de planta floral del género Adesmia, categorizada en la tribu Dalbergieae, de la familia Fabaceae.

## Distribución
Especie nativa de América del Sur: Argentina y Chile. Crece en el bioma templado.

## Taxonomía
Fue descrita por Gillies ex Hook. & Arn.
Tratamiento taxonómico
La especie aparece registrada y publicada en Botanical Miscellany 3: 194 (1833).